# Plegapteryx peregrinus
Plegapteryx peregrinus là một loài bướm đêm trong họ Geometridae.